# George Henry Thomas
George Henry Thomas (Newsoms, Virginia, USA, 1816. július 31. – San Francisco, Kalifornia, 1870. március 28.) amerikai hivatásos katonatiszt volt, aki harcolt a mexikói–amerikai háborúban, és virginiai származása ellenére az Unió oldalán harcolta végig az amerikai polgárháborút, vezérőrnagyi rangig emelkedve. 
Thomast déli származása miatt előítéletek kísérték, s kiemelkedő önmérsékletet tanúsítva többször nem fogadta el magasabb beosztásba helyezését. Thomas a polgárháború nyugati hadszínterén harcolt, kezdetben Don Carlos Buell parancsnoksága alatt. Az Ohio hadseregben dandárparancsnoki beosztást kapott, s az egyik első uniós győzelmet aratta Mill Springs-nél (1862 január 19, Kentucky). A Perryville-i ütközetben a Cumberland hadsereg centrumában harcolt, a Stones River-i csatában pedig már William S. Rosecrans vezérőrnagy hadtestparancsnoka lett. 
A Chickamaugai csatavesztésnél helytállása mentette meg a Cumberland hadsereget a teljes összeomlástól, s vált Chickamauga hősévé az unionisták szemében. A Chattanoogában ostrom alá kerülő hadsereg ellenállt a nyomásnak, s miután Ulysses S. Grant átvette a nyugati hadszíntér főparancsnokságát, Thomast nevezte ki a Cumberland hadsereg élére. Grant hamar felismerte benne a csatanyerő tisztet. Thomas csapatai harcolták ki az áttörést a Chattanoogai csatában 1863 novemberében. 1864-ben William Tecumseh Sherman vezetése alatt részt vett az Atlanta hadjáratban és a Franklin-Nashville hadjáratban megsemmisítette John Bell Hood kétségbeesett próbálkozással északnak támadó hadseregét. Thomast a háború négy legsikeresebb unionista tábornoka közé sorolják. Halála előtt, 1870-ben legtöbb feljegyzését és személyes levelezését megsemmisítette, így jelentősen csökkent az a történelmi anyag, mely alapján tetteit életrajzokban lehetett összefoglalni.

## Ifjúsága, tanulmányai és rabszolgaságról vallott nézeteinek kialakulása
Thomas Newsom's Depot-ban született, nyolc kilométerre a észak-karolinai államhatártól. Apja, John C. Thomas walesi származású, édesanyja, Elizabeth Rochelle Thomas pedig francia hugenotta bevándorlók leszármazottja volt. Hat gyermekük született, három fiú és három leány. Einolf szerint a házaspár előkelő ültetvényes életmódot folytatott, 1829-ben 277 hektáros birtokuk és 24 rabszolgájuk volt. Broadwater szerint ez nem volt elég ahhoz, hogy Thomas George Washingtonhoz, vagy Robert E. Leehez hasonlóan a földbirtokos arisztokráciába tartozáshoz, de a család kemény munkával a felső középosztályba küzdötte fel magát.
George 13 éves volt, amikor apja a birtokon történt balesetben meghalt és a család anyagi nehézségekkel kellett szembenézzen. Keveset tudunk gyermekkoráról, mert noha Thomas élete végén kifejezte óhaját, hogy megörökítse az utókornak, a szándékot nem követték tettek. Annyi ismeretes, hogy az ifjú George nem volt beszédes, de szeretett dolgozni és ügyes keze volt, melyet bútorok, nyergek készítésével mutatott ki. Sok időt töltött iparosok munkáját figyelve és fortélyaikat elsajátítva. Első iskolája a Southhampton Academy volt, ahol tanárai dicsérték éles eszét és intellektuális képességeit. Georgenak nem volt sok játszópajtása, ezért a birtok néger gyermekeivel játszott, mikor alapos oktatásában szünet állt be és maga is továbbadta a tanultakat nekik.
A rabszolgák tanítását törvény tiltotta Virginiában, ennek ellenére nem volt ritka, hogy rabszolgákat vasárnapi iskolában írni-olvasni tanítottak, mint például Stonewall Jackson bibliaolvasó körében. A hagyományos nézet szerint George Thomas is így tett családja több rabszolgájával, apja kívánsága ellenére. Einolf ezzel szemben úgy véli: „Valószínűtlen, hogy Thomas a család rabszolgáit olvasni tanította volna ... Thomas ugyan végül támogatta a felszabadított négerek oktatását, ezt az álláspontot csak élete végén tette magáévá, mikor a polgárháború eseményei megváltoztatták nézeteit a faji kérdésekkel kapcsolatban.” Az ellentétes vélekedést Einolf egy 1890-ben lejegyzett Oliver Otis Howard interjúnak tulajdonítja. Ebben Howard Thomas unionizmusára úgy próbált magyarázatot találni, hogy feltételezett rabszolgaság-ellenességének gyerekkorában kialakuló jelei után kutatott. Megjegyzendő, hogy Howard a javarészt konzervatív elveket valló szövetségi hadsereg egyik abolicionista tábornoka volt, aki nézetével eltörpülő kisebbségben volt a polgárháború idején. Broadwater szerint George Thomas 15 rabszolgájukat és egy a családdal élő szabad négert, Artsiet tanította meg a Biblia olvasására.
Általában a négerekkel való emberséges bánásmódnak volt köszönhető, hogy Thomas családját 1831-ben nem gyilkolták meg Nat Turner néger vallási fanatikusai. A lázadás éppen a Virginia állambeli Southampton megye környékén volt. Percekkel a fehér családokat gyermekestül kiirtó négerek tömegének érkezése előtt figyelmeztetést kaptak, így Thomas özvegy édesanyja családját egy erdőben bújtatta el. Thomasék négerei nem csatlakoztak az öldökléshez, hanem maguk is a környező erdőkbe menekültek és pár nap múlva tértek vissza a birtokra. George nézetei ekkor kezdtek kialakulni a rabszolgaság intézményéről. Életrajzírója, Christopher Einolf szerint „George Thomas számára a négerek rabszolgaság által való féken tartásának szükségességét Nat Turner lázadása támasztotta alá.” Thomas véleményéről írott feljegyzés nem maradt a polgárháborút megelőző időkből, és Thomas a saját politikai nézeteit sem hagyta írásban közzé tenni. Az a tény, hogy élete nagy részében rabszolgák tulajdonosa volt ellentétben áll Benson Bobrick elméletével. Bobrick arra helyezi a hangsúlyt, hogy a felkelésből Thomas éppen azt a következtetést vonta le, miszerint noha a lázadás leveréséhez erőszak volt szükséges, ezt a gonosz intézmény léte szülte és a jóságos uraknak alárendelt elégedett szolga képe szentimentális mítosz volt csupán.
George Thomas ifjú korában nagybátyja, James Rochelle jegyzői irodájában dolgozott asszisztensként, de, noha jogi tanulmányaiban szorgalmas volt, nem volt kedve a jogot hivatásának választani. 19 éves korában John Y. Mason képviselő ajánlására felvételt nyert a West Point katonai akadémiára. Mason figyelmeztette Thomast, hogy körzetéből még egyetlen jelentkező sem végzett sikeresen a West Pointon és amennyiben ő is kibukik, jobb ha többet nem találkoznak. A huszadik életévével társai többségénél idősebb diákot Öreg Thomasként emlegették. Kollégiumi szobatársaival, William Tecumseh Sherman és Stewart Van Vliet kadéttal azonnal barátságot kötött. Van Vliet szerint az új diákokat rendszerint elérő vegzálásnak azonnal vége szakadt, mikor egy a szobájukba toppanó és parancsolgatni akaró kadétot „Old Tom” az ablakon való kihajítással fenyegetett meg, amennyiben nem távozik. Tanulmányaiban egyenletesen teljesített, másodévben tiszt lett a kadétok között. A 42 fős évfolyamból a 12. helyen végzett. Kadéttársai barátságos, higgadt embernek ismerték. Végzés után a 3. tüzérezred D századának hadnagya lett, s részt vett a második szeminol háborúban Floridában.

## Részvétele a szeminol- és A mexikói-amerikai háborúban
Thomas első állomáshelye Fort Lauderdale primitív erődje volt Floridában. Tüzérezredének katonái a Szeminol háborúk második szakaszában gyalogsági szerepkörben őrjáratoztak a mocsarakban Thomas vezetésével Winfield Scott vezérőrnagy parancsnoksága alatt, melyért 1841. november 6-án címzetes főhadnaggyá léptették elő. 1842-től 1845-ig New Orleansban, a charlestoni Moultrie-erődben, valamint a baltimore-i McHenry-erődben szolgált. A Mexikóval való kapcsolatok kiéleződésekor, 1845 júniusában ezredét Texasba vezényelték.
Thomas megbízhatóan irányította ütegét Mexikóban Fort Brown ostrománál, a Resaca de la Palmai ütközetben, a Monterreyi ütközetben és a Buena Vistai csatában, így összesen háromszor léptették elő. Buena Vistánál Zachary Taylor tábornok jelentése szerint „a könnyűüteg mindig szembetűnő teljesítménye több mint szokatlanul kiváló volt” a harcok során. John E. Wool dandártábornok azt írta Thomasról és egy tiszttársáról, miszerint „tüzérségünk nélkül egyetlen óráig sem tudtuk volna megtartani állásainkat”. Thomas parancsnoka azt írta: „hidegvérének megőrzése és határozottsága nem csekély mértékben járult hozzá a győzelemhez. Thomas hadnagy öregbítette régóta meglevő pontos és tudományos gondosságú tüzértiszti hírnevét az ezredben.” A háború folyamán Thomas együtt szolgált azzal a Braxton Bragg századossal, aki a polgárháború alatt Thomas legfőbb ellenfele lett.
Thomas 1849-50-ben ismét Floridában teljesített szolgálatot. 1851-ben visszatért a West Pointra, ahol lovassági és tüzérségi oktatóként működött és megismerkedett virginiai honfitársával, Robert E. Lee alezredessel, az akadémia akkori igazgatójával, akivel hamarosan szoros munkakapcsolat és személyes barátság fűzte. Kinevezését részben Braxton Bragg ajánlásának köszönhette. A West Point öreg lovainak rossz állapota miatti aggodalmában Thomas fékezte a kadétok azon hajlamát, hogy kifárasszák az állatokat a gyakorlatokon és emiatt a Poroszkáló Thomas gúnynevet kapta. Két később konföderációs lovassági tábornokokká előrelép tanítványa, Jeb Stuart és Fitzhugh Lee kapta meg a lovasságnál való szolgálatra való ajánlását. John Schofield kadétot viszont fegyelemsértés miatt kicsapták Thomas ajánlására. Schofield hadtestparancsnokává emelkedett a Franklin-Nashville hadjárat idején és a polgárháború után írásaiban nem győzte kritizálni Thomas tevékenységét. 1852. november 17-én Thomas feleségül vette a New York állambeli Troyból származó Frances Lucretia Kelloggot. A házaspár 1854-ig a West Pointon lakott. Thomast 1853. december 24-én a hivatásos hadsereg századosává léptették elő.
1854 tavaszán Thomas tüzérezredét a Kaliforniába helyezték. Két századot a Panama-földszoroson keresztül San Franciscóba hajózták, majd egy kimerítő szárazföldi menetelés után elértek a Yuma-erődbe. 1855. május 12-én Thomast őrnaggyá léptették elő és a 2. lovasezredhez helyezték. Az alakulatot később Jefferson Davis, akkori hadügyminiszter átnevezte 5. lovasezredre. Újra Braxton Bragg javasolta Thomas karrierjének előmozdítását. A polgárháború kitörésének közeledése idején felmerült az a gyanú, hogy Davis olyan déli szimpatizáns tiszteket gyűjtött, akiket elit harci egységgé akart tréningezni. Thomas ide helyezése azt jelentette, hogy bajtársai feltételezték róla, hogy egy esetleg bekövetkező konfliktus esetén szűkebb hazája, Virginia sorsával fog közösséget vállalni. Thomas továbbra is jó barátságban maradt az ezredparancsnok-helyettessel, Lee-vel és kettesben hosszú utazásokra mentek a hadbírósági ügyek letárgyalása céljából. 1857 októberében Thomas ideiglenes jelleggel átvette az ezredparancsnokságot, melyet aztán 2½ évig látott el. 1860. augusztus 26-án a texasi Brazos-folyó mentén, Clear Forknál komancsokkal vívott ütközetben Thomas mellébe nyílvessző fúródott. Thomas kihúzta a nyilat a sebből, és miután egy orvos bekötözte tovább vezette az expedíciót. Hosszú katonai karrierje folyamán ez volt az egyetlen harci sebesülése.

## Déli tisztből északivá válása
1860 novemberében egy éves eltávozást kért és hazautazott Virginiába. Eddigi karrierje kiemelkedő volt; egyike volt azon ritka tiszteknek, akik mindhárom fegyvernemben rendelkeztek tapasztalattal. A hazaúton Lynchburgben leesett a peronról a vasútállomáson és háta súlyosan megsérült. A baleset következtében felmerült, hogy leszerel, mert a hátfájás egész hátralevő életén át elkísérte. New Yorkba utazva látogatást tett felesége családjánál. Ekkor már nagyon érlelődött a déliek elszakadásának gondolata. Útközben megállt Washingtonban és Winfield Scott vezénylő tábornok figyelmét felhívta David E. Twiggs vezérőrnagyra, a Texasi adminisztratív hivatal parancsnokára, aki szerinte elszakadáspárti nézetei okán nem volt meghagyható pozíciójában. Félelme igazolódott, Twiggs decemberben saját kezűleg írta meg Scottnak, hogy georgiai lévén szülőhazájával fog tartani, akkor is, ha az elszakad az Amerikai Egyesült Államoktól. Twiggs a teljes körzetét a Konföderáció rendelkezésére bocsátotta, rengeteg határvédő reguláris katonával és azok minden felszerelésével.
A 2. lovasezred 36 tisztjéből 19 leszerelt, közte Thomas mindhárom felettese, Albert Sidney Johnston, Robert E. Lee és William J. Hardee is. Minden tisztnek el kellett döntenie, hogy mihez akar hűséges maradni. Thomas esetében északi születésű felesége, Frances valószínűleg hozzájárult döntéséhez. Amikor 1861. április 12-én megkezdődött Fort Sumter ostroma Thomas az Unió mellé állt, családja olyannyira megneheztelt rá, hogy fényképét arccal a falnak fordították, leveleit felbontatlanul széttépték és soha többet nem álltak szóba vele, személyes tulajdonát nem adták ki. Teljes létét megtagadták; mikor a háború után nyomorgó nővéreinek pénzt küldött, mérgesen visszaküldték azzal, hogy nekik nincs bátyjuk. Más déli származású katonák is döntöttek az Unió mellett, köztük a Tennessee államból származó David Farragut, az Egyesült Államok haditengerészetének admirálisa, New Orleans és a Mobile-öböl elfoglalója. A virginiai származású tisztek 30%-a végül az északi oldalon harcolt. Természetes, hogy a déli származású West Pointon végzett parancsnokok nehezteltek rá, köztük tanítványa, JEB Stuart, aki 1861. június 18-án azt írta feleségének: „A jó öreg George H. Thomas irányítja az ellenség lovasságát. Felakasztatnám; úgy felakasztatnám, mint szülőhazája árulóját.”
Virginiai származása miatt északon a frontváltás szándékának gyanúja lengte körül. 1861. január 18-án kérelmezte, hogy nevezzék ki a Virginia Military Institute kadétjainak parancsnokává. Ez még hónapokkal a Virginia elszakadását okozó háború kitörése előtt volt, mikor a virginiai hazafiak többsége még az unióhoz való tartozást látta üdvözítőnek hazája számára. Az elszakadás után John Letcher, Virginia kormányzója felajánlotta, hogy legyen a Virginiai Ideiglenes Hadsereg lőszergyártási főnöke, de ezt már Thomas elutasította. Lincoln kérdésesnek látta a 45 éves tiszt hűségét, William T. Sherman azonban biztosította róla, hogy ismeri Thomas uniós elkötelezettségét, így aláírta dandártábornoki kinevezését. Mikor az elnökkel való megbeszéléséről kijött, Sherman az utcán belefutott barátjába. „Tom, brigadéros lettél”, közölte vele derűsen, de Thomas nem mutatta öröm jelét és Shermant elfogta a kétség. „Hova mész?” – kérdezte attól tartva, hogy annyi más virginiaihoz hasonlóan a hadügyminisztériumba indult lemondását benyújtani. „Délre” – hangzott a válasz. „Atyaisten, Tom!” – nyögött fel Sherman. „Szörnyű helyzetbe hoztál! Épp az imént kezeskedtem a hűségedért.” „Ne aggaszd magad, Billy” – mondta Thomas. „A csapataim élén megyek oda.”

## Az amerikai polgárháborúban

### A Manassas hadjáratban
1861. április 25-én Thomas a reguláris hadseregben alezredese lett és felváltotta a leszerelő Robert E. Lee-t, majd május 3-án ezredesi rangot kapva Albert Sidney Johnston helyébe lépett és átvette a Pennsylvania állambeli Carlisle Barracks kaszárnyában állomásozó 2. reguláris lovasezred parancsnokságát. Thomas részt vett a Manassas hadjáratban, de nem vett részt az 1861. július 21-én vívott első Bull Run-i csatában, mert Robert Patterson vezérőrnagy hadseregében szolgált George Cadwallader hadosztályának dandárparancsnokaként a Shenandoah-völgyben. Winfield Scott vezénylő tábornok utasította Pattersont, hogy keljen át a Potomac-folyón és nyomuljon dél felé. Patterson a williamsporti átkelés után július 2-án Hoke's Runnál Cadwallader két dandárja, a Thomas vezette első és a John J. Abercrombie ezredes vezette második megütközött Thomas J. Jackson dandártábornok dandárjával. A kétszeres létszámfölényben levő északi csapatokat Jackson csak rövid ideig tudta feltartóztatni apró összecsapás során, majd Joseph E. Johnstontól kapott utasításainak megfelelően visszavonult dél felé. Mindkét oldal pár tucat katonája elvesztésével fizetett és másnap Patterson elfoglalta Martinsburgöt, de utána majdnem két hétig tétlenkedett és csak július 15-én indult Bunker Hill elfoglalására. A Bunker Hill körül vívott járőrharcok után nem nyomult tovább Winchesterig, hogy ütközetet vállaljon Johnston hadseregével, hanem Charles Town érintésével Harper's Ferry-ig vonult vissza. Ezáltal lehetővé tette, hogy Johnston jó döntést hozva P. G. T. Beauregard segítségére sietve kiharcolja a győzelmet Bull Runnál a Konföderáció számára.

### A Mill Springs-i ütközet és Kelet-Kentucky felszabadítása
A dragonyosok átszervezése következtében augusztus 17-én Thomast előléptették az önkéntes hadsereg dandártábornokává és szeptemberben áthelyezték a nyugati hadszíntérre, a Kentucky államban működő Cumberland adminisztrációs hivatal hatáskörébe, melyet Robert Anderson vezérőrnagy irányított. Thomas a Dick Robinson táborban 6000 helyi és tennesseebeli újoncot képzett ki. Mihelyt Anderson engedélyt kapott William Nelson sorhajóhadnagy hivatásos katonával való felváltására, szeptember 15-én Thomas átvette a Dick Robinson tábor parancsnokságát. Thomas fölött önálló parancsnokságot kapott Kentucky keleti felében az általa kiképzett újoncok haderejével. Szeptember 19-én Felix Zollicoffer dandártábornok konföderációs csapatai elfoglalták Barbourville-t és Richmond, illetve Lexington felé való előrehaladásuk bázisává akarták tenni. Kb. 6-8000 konföderációs gyülekezett Barbourville-ben. Lincoln utasítására, mely szerint október 5-ig a Virginia & Tennessee vasút egy pontjának elfoglalását parancsolta a Cumberland-rés közelében, Thomas elindította a rendelkezésére álló 9000 katonát Crab Orchardon túlra, a Rock Castle-dombok közé. Október 21-én az uniós katonák legyőzték a délieket a Camp Wildcat-i csetepatéban.
November végén Thomas Zollicoffer ellen vonult Somerset környékére, és a Dick Robinson-tábor tovább fogadta a frissen érkező újoncokat. 1861. december 2-án Thomas önálló műveleteket végző hadseregét Don Carlos Buell vezérőrnagy hatáskörébe utalták, így adminisztrációs szempontból az első hadosztály parancsnoka lett az Ohiói hadseregben. Az 1862. január 18-án vívott Mill Springs-i ütközetben (Logan's Crossroads ütközet néven is ismert) Thomas kitartó ellenállása és rendezett irányítása az első jelentős uniós győzelmet hozta a háborúban. George B. Crittenden vezérőrnagy hadseregének felbomlását látva Thomas ezt írta jelentésében: „Seregük teljesen demoralizálódott és sietve szétszóródott a szélrózsa minden irányában, mely nagyban kétségessé tette, hogy nagy számban foglyul ejthessük őket, amennyiben üldözőbe vettük volna. Afelől nincs kétségem, hogy teljes szétszóratásuk morális hatása nagyobb lesz az uniós meggyőződés újraplántálása szempontjából, mint ha elfogtuk volna őket.” Hatására az Ohio hadsereg egészen Tennessee állam közepéig nyomulhatott előre és 1862. február 25-én elfoglalta az első konföderációs tagállam fővárosát, Nashville-t. Thomas nagy kitérővel jutott el ide; az ütközet után Somersetben koncentrálta erőit és új parancsokra várt. A felnyílt konföderációs védvonal lehetővé tette Bowling Green oldalba támadását, így Buell következő parancsa a hadosztályt február 15-re Munfordvillebe rendelte. Mivel Bowling Greent Albert Sidney Johnston kiüríttette, ezért a parancsot 14-én visszavonták, a hadosztály 22-én ehelyett erőltetett menetben Louisvillebe indult, ahol behajózták őket és a négy dandár március 2-tól 4-ig több részletben megérkeztek a szintén harc nélkül feladott Nashvillebe.

### A Shilohi csata és Corinth ostroma
Az Ohiói adminisztrációs hivatal Lincoln 3. számú hadparancsa alapján 1862. március 11-én beleolvadt a Mississippi adminisztrációs hivatalba, melynek élére az elnök Henry W. Halleck vezérőrnagyot helyezte. Buell ilymódon az ő parancsnoksága alá került, és azt az utasítást kapta, hogy induljon Savannahba, a Tennessee-i hadsereggel és a Mississippi hadsereggel való egyesülésre. Buell hadserege a Duck Riveren (Kacsa-folyó) átkelés után ütemesen nyomult előre. A legelöl haladó dandár már 1862. április 6-án délután elérte a Shiloh templom melletti csatateret és részt vett az utolsó roham visszaverésében. Összesen három hadosztály kelt át a Cumberland-folyón és vett részt a második napi harcban, de Thomas hadosztálya a hadsereg utóvédjében volt és már csak a harc elülte után érkezett meg.
Ulysses S. Grant vezérőrnagy a Shiloh-i csatában elkövetett hibák és iszákosság vádja miatt kritikák kereszttüzébe került, és felettese, Halleck úgy alakította át a Mississippi adminisztrációs hivatal fennhatósága alá tartozó haderőket, hogy megkönnyítse a távozását és felfelé buktatva hatáskör nélküli helyettesi beosztásba helyezte. A három hadseregből az összevont haderő szárnyai lettek és a korábban Grant által irányított négy hadosztály parancsnokságát Thomas kapta, melyhez megkapta saját régi hadosztályát is. Grant nem felejtette el neki ezt a megaláztatást. A Mill Springs-i győzelem elismeréseképpen 1862. április 25-ei hatállyal előléptették vezérőrnaggyá. Jellemző módon Thomasnak nem volt politikai szekértolója, aki elérte volna számára, hogy a január 17-én aratott győzelem napjára datálják vissza az előléptetést, így egy sor tiszttársa megelőzte és rangidősnek számított vele szemben, késleltetve hadseregparancsnokká való emelkedését.
1862. április 29-től május 30-ig Thomas sikeresen irányította a rá bízott erőket Corinth ostromában. Az Unió fontos győzelmet aratott Mississippi állam, mert sikerült elfoglalni a stratégiailag fontos vasúti csomópontot, ahol a déliek ellátását biztosító Mobile & Ohio vasút, valamint a Memphis & Charleston vasút vonalai keresztezték egymást. Thomas a vele szemben megnyilvánuló ellenérzések miatt nem szerette új beosztását és kérte felváltását. Június 10-én Halleck az elnöki közbeavatkozás előszelét érezve visszaadta Grantnek a Tennesse-hadsereg parancsnokságát, így Thomas elvesztette beosztását és most ő lett hatáskör nélküli helyettes a Corinth körül állomásozó csapatok mellett.

### A konföderációs Heartland-offenzíva és a Perryville-i csata
Július 23-án a siker és a keleti hadszíntéren lefolyt személyi változások következtében Hallecket kinevezték vezénylő tábornokká. A Mississippi adminisztrációs hivatal élén utóda Grant lett, de a hozzá képest rangidős Buellt Halleck tapintatosan kivonta a fennhatósága alól és visszahelyezte az Ohiói adminisztrációs körzet élére. Lincoln kérésére Buell hadseregét Kelet-Tennesseebe vezényelték Knoxville és Chattanooga elfoglalására. Jefferson Davis viszont Chattanooga megtartását írta elő Braggnek, aki előbb kezdte el az átcsoportosítást. Buell és Halleck nem értett egyet a Cumberland hadsereg hadtápvonalát illetően és a felszaggatott vasútvonalak is akadályozták őket. Bragg és Edmund Kirby Smith hadseregei magukhoz ragadták a kezdeményezést. Buell többszáz mérföldnyi vasútvonal mentén szórta szét hadereje jelentős részt, hogy a hátában operáló gerillák és lovassági portyák ellen védelmezze hadtápvonalait. Bragg és Kirby Smith erői saját maguk előtt sem teljesen világos, az északi vezetés számára pedig alig megfejthető szándékot követve Chattanoogából észak felé indultak. Az uniós vezetés hasonlóan tétován követte mozgásukat, mindössze annyi szilárd szándékkal, hogy a hatalmas utánpótlási bázissá fejlesztett Nashville-t meg kell védelmezni. A corinthi beosztásából felmentett Thomas visszakapta hadosztályát, mellyel észak-Alabamában erődítéseket végzett és vasútvonalakat javított, majd augusztus 7-én a Tennessee állam déli határán levő Decherdbe érkezett.
Dechardben Buell átnyújtotta neki Andrew Johnson tennessee-i kormányzó levelét, melyben kifejezte hitének megingását Buell képességeiben és Thomast javasolta a helyére. Thomas helyben fogalmazott válasza elutasította az ajánlatot, mert a sűrű parancsnokcseréket olyan károsnak tartotta, hogy amellett lehetetlen katonai eredményeket elérni. A civil hatóságok nem értettek a katonai logisztikához és Buell tevékenységét tétlenkedésnek látták, s nem értették, miért olyan helyeket védelmez, ahová konföderációs csapatok nem teszik be a lábukat. Nyomásukra Lincoln megvonta bizalmát tőle, ezért 1862. augusztus 19-én Horatio G. Wrightot nevezték ki az Ohiói adminisztrációs hivatal élére. Thomas Wright rangidőse volt, így Halleck megmásította a korábbi döntést és Thomast nevezte ki. Thomas ekkor elnyerte volna a független hadseregparancsnoki beosztást, de Buell eltávolítása árán ebből nem kért. Levelet írt az elnöknek, mely szerint a Cumberland-hadsereg éppen csatára készült és ilyenkor nem ildomos új parancsnokot tenni az élére, s ennek alapján a kinevezés felfüggesztését kérte. 
Thomast a közép-tennesseebeli McMinnvillebe, a Tullahomába vezető vasút- és hadtápvonal védelmére rendelték és augusztus 19-én megérkezve megkezdte a vasútvonal javítását. Bragg és Kirby Smith a szilárdan tartott Nashville-t és Közép-Tennesseet nem merte megtámadni, ehelyett Kentucky keleti felét vonták konföderációs irányítás alá. Bragg lovassági portyázói, mint John Hunt Morgan és Nathan Bedford Forrest rendszeresen támadta Buell hadseregének utánpótlási vonalait. Buell a jól álcázott és lovasságilag fedezett mozgásuk irányát találgatva lassan észak felé vonta csapatait, támaszkodva ebben Thomas felderítési adataira, tanácsaira és haditerveire. Thomas 25-én megérkezett Altamontba, 30-án pedig elfogta Bragg egy augusztus 27-én keltezett utasítását, melyet Earl Van Dornnak küldött és arról tájékoztatta, hogy Kirby Smith megkerülte a Cumberland-rést és Lexington) irányában halad.
1862. október 8-án Perryville-nél (Chaplin Hills) csatára került sor Pulaski – és Wayne megyékben, amelyben mind a déli, mind az északi erőknek csak egy része vett részt. Perryville-nél véres csatát vívtak, mindkét seregrész katonáinak mintegy egyötödét elvesztette, s a csata döntetlenül végződött. A csata helyét adott esetben az határozta meg, hogy a nagy szárazság miatt kiszáradtak a patakok, s csak Perryville-nél akadt egy forrás. Buell egész serege azért nem vett részt a csatában, mert a sajátos hangárnyék nevű légköri jelenség miatt Buell seregének többi része semmit nem hallott abból, hogy harci érintkezésbe lépett az ellenséggel Philip Sheridan és George H. Thomas, melyből utóbbi irányította a csatát. Október 8-án este már felvonult Buell teljes serege, hogy másnap 9-én folytassák a csatát, ekkorra viszont Bragg elhagyta a csatateret. A csata után Buellt leváltották az északiak, helyébe William Rosencrans vezérőrnagyot nevezte ki Edwin M. Stanton hadügyi államtitkár. Bragg, annak dacára, hogy feladta Kentuckyt, a helyén maradt, mert Davis elnök elfogadta magyarázatait.

### A Murfreesborói, vagy Stones River-i csata
A Mississippi folyó völgyének megszerzése érdekében szükségessé vált Vicksburg (Mississippi) elfoglalása, Grant nyugati hadjárata ezt készítette elő 1862 végén és 1863 elején. Rosencrants a Cumberland-hadsereg élén igyekezett segíteni Grantnek azzal, hogy egyre nagyobb területeket foglalt el Tennesseen belül. A déliek nem hagyták ezt annyiban, Bragg csatát kezdeményezett a Stones-folyónál, Murfreesborónál. A csata 1862. december 31 és 1863. január 2-a közt zajlott. A csata az Unió győzelmével végződött, köszönhetően az északiak tüzérségének, amelynek sikerült össztüzet zúdítani Bragg gyalogságának rohamaira. A tüzérség ritkán játszott ekkora szerepet a polgárháborús csatákban, mint éppen itt Murfreesborónál. Thomas ebben a csatában hadtestparancsnok volt. Murfreesboro azért volt fontos helység, mert a Neshville–Chattanooga vasútvonalnak volt egy állomása.

### Chickamauga
1863. július 4-én Grant befejezte Vicksburg elfoglalását, ezzel a Mississippi folyó teljes völgye az Unió ellenőrzése alá került. Nagyon fontossá vált a továbbiakban a Chattanooga kampány. Chattanooga (Tennessee) Atlanta kapuja, a déli államok kulcsa. Rosecrans Cumberlandi-hadseregének élén elvágta a Chattanoogában tartózkodó Tennesee-hadsereg utánpótlási vonalát, a hadsereg vezetője Bragg csapataival együtt elhagyta Chattanoogát. Rosecrans, a katonák "Old Rosi"-ja így szinte vértelenül foglalta el ezt a kulcsfontosságú helyet, de nem ismerte fel ennek jelentőségét, így aztán tovább vonult. Mintegy 12 mérföldnyire Chattanoogától, a Chickamauga-patak (Georgia) mentén 1863. szeptember 19–20-án a déliek Braxton Bragg, majd James Longstreet vezetésével megtámadták. Sűrű aljnövényzettel borított erdős területen folyt a csata, a vezető tábornokok nem tudták átlátni a helyzetüket. 20-án a reménytelen frontális támadást nem erőltette a tapasztalt Longstreet, hanem megkerülő mozdulatot tett, így az északiak oldalába és hátába jutva stratégiai áttörést ért el, Rosecrans arcvonala felbomlott, vad pánikban menekültek a tábornokok és a katonák Chattanooga irányába. George H. Thomas tábornok helyén maradt a balszárnyon, hadteste egyes részeiből védelmi vonalat szervezett a Snodgrass Hill nevű magaslaton, s katonáival estig állta a rohamokat, közben bátorította is katonáit, szükség is volt erre, mert mindkét oldalon magas volt a véres veszteség. Az északiaknál mintegy 16 ezer fő, a délieknél 18 ezer fő. Thomas helytállása biztosította Rosecrans és katonái menekülését, ráadásul az est leszálltával Thomas igyekezett szervezetten visszavonulni és irányította a visszavonulási útvonal védelmét. A chickamaugai vereség után Rosecrans leváltásra került, Grant Thomast, „Chickamauga szikláját” nevezte ki a Cumberlandi-hadsereg vezénylő tábornokának, meglátta benne a csatanyerő tisztet, s nem is kellett csalódnia. A polgárháborúban az északiak oldalán a legkiválóbb West Pointos csatanyerő tábornok volt Ulysses S. Grant, William Tecumseh Sherman, Philip Sheridan, George Henry Thomas, a délieknél Robert E. Lee és Stonewall Jackson.

### Chattanooga
A Chattanooga körüli csatákban (1863. november 23-25.) november 24-én Joseph Hooker elfoglalta Lookout Mountaint (Kilátó hegy), itt zajlott le az úgynevezett „felhők feletti csata”, a Kilátó hegy tetején olyan erős volt a köd, hogy a katonák nem látták egymást, parancsnokaik meg kivált nem, egy időre le is állították a tisztek a küzdelmet. Thomas katonái az egyik legszokatlanabb és legfényesebb uniós győzelmet aratták november 25-én a másik magaslaton, elfoglalták a Konföderáció által uralt Missionary Ridge (=Misszionárius-gerinc) nevű magaslatot, Thomas katonái tábornokaik parancsa nélkül indultak neki a meredek sziklafalnak szuronyt szegezve, szerencsére a déliek a meredek sziklákra már nem igazán tudtak ágyútüzet zúdítani, „Chickamauga, Chickamauga” kiáltással vad rohammal foglalták el a gerincet, kiűzték lövészárkukból az ellenfelet, Bragg katonái vad pánikban menekültek, még a veterán harcedzett déli katonák is. 4000 fogoly és 31 ágyú került az unionista győztesek birtokába. Bizony Grant tábornok érdeklődött a roham közben beosztottjainál, ki rendelte el a rohamot, Thomas válaszolta, hogy ő nem, Thomas hadserege IV. hadtestének parancsnokát, Gordon Granger tábornokot is megkérdezte, ő rendelte-e fel a katonákat, Granger ezt válaszolta: „Nem, parancs nélkül támadnak. Ha ezek a fickók megindulnak, az ördög sem tarthatja vissza őket.” Sheridan is jelezte: „Én nem parancsoltam őket fel oda, de el fogják foglalni azt a gerincet.” Thomas hadseregtörzsének egyik tisztje, Joseph Fullerton tábornok körüllovagolt kérdezősködni, de azért is, hogy kiadja a parancsot a roham folytatására, ha lehetséges. Grant nem bírálta a győztes katonákat. Granger tábornok nyíltan örvendezett a győzelemnek, ezt mondta a győztes katonáknak: „Nem engedelmeskedtetek a parancsnak, ezért mindnyájatokat hadbíróság elé kellene állítanom!” A két magaslat elfoglalása kisebb véres veszteséget hozott a várhatónál, az Unió 753 hősi halottat, 4722 sebesültet és 349 eltűntet veszített, a déliek vesztesége 361 halott, 2160 sebesült és 4146 eltűnt.

### Atlanta bevétele és a Franklin-Nashville hadjárat
William Tecumseh Sherman vezetése alatt Thomas az atlantai kampányban (1864. május 7.-1864. szeptember 2.) harcolt Cumberland-hadseregével, amely ekkorra már 60773 főre duzzadt. Sherman több hadseregből álló csoportosítás fölött parancsnokolt, amelynek létszáma majdnem elérte a 100 ezer főt, Thomas serege mellett Shermanhez tartozott még James B. McPherson Tennessee menti hadserege (24465 fő) és John Schofield Ohió-hadserege (13559 fő). Thomas személyzete számos logisztikai és mérnöki teendőt látott el az egész hadsereg-csoport számára. John Bell Hood déli tábornok Konföderációs Tennessee hadseregével igyekezett megtörni az Unió Atlanta elleni kampányát, a csata Peachtree Creek pataknál (Georgia) zajlott 1864. július 20-án. Thomas csapatrésze (21655 fő) győzött Hood serege (20250 fő) felett. A Sherman alatt egyesített seregek Atlantát 1864. szeptember 1-2-án vették be, ehhez járult David Farragut admirális korábbi, 1864. augusztus 5-i győzelme a Mobil-öböli csatában, mindez hozzásegítette Abraham Lincoln elnököt az újbóli elnökválasztáshoz.
Sherman katonáival Atlantától Georgián, Észak- és Dél-Karolinán keresztül elkezdett menetelni az Atlanti-óceán felé alkalmazva a "felperzselt föld" stratégiáját. Thomasnak annyi katonát hagyott, amennyivel védeni tudta Tennessee-t. John Bell Hood déli tábornok, Thomas régi ellenfele megindította a Franklin-Nashville kampányt, Hood 40 ezer katonájával elindult legyőzni 60 ezer északit Franklin és Nasville, Tennessee állam fővárosa vidékén. Thomas 30 ezer főnyi előhadát John Schofield északi tábornok vezényelte. Schofield értesült Hood közeledéséről, s védő állásokat foglalt el a Duck folyó mentén, Columbiánál, 1864. november 24-27. közt ütköztek meg. Hood frontális támadást nem kezdeményezett, próbált Schofield seregének hátába kerülni, Schofield a manővert észrevette, s ellentámadást indított két hadosztállyal a Sprig Hill-i veszélyeztetett szektorhoz. Amikor a sok véres veszteség miatt elhalt Hood támadása, Schofield visszavezette csapatait Nashville-be. Thomas alaposan felkészült a visszavonuló konföderációsok megtámadására, üldözésére, Hood seregének vonulatait 1864. december 15-én támadta meg, a konföderációsok ellenálltak, az összecsapás folytatódott másnap, december 16-án, délután véget ért, az északiak erős tüzérségi támadása megfutamította Hood maradék seregét, délnek menekültek, 1865 január 10-én Tupelónál sikerült megállniok, január 13-án Hood írásban kérte felmentését a Konföderácó hadügyminiszterétől, január 14-én a helyszínre érkező Beauregard tábornoknak is megismételte felmentési kérelmét. Hood 40 ezer főnyi Tennessee hadserege 20 ezernél is kevesebbre olvadt. Thomas a győztes Franklin–Nashville-hadjáratért kongresszusi elismerést kapott rettenthetetlen bátorságáért.

## Élete a polgárháború után
Az amerikai polgárháború befejezése után mint az Egyesült Államok reguláris hadseregének hivatásos katonai parancsnoka a déli államokban (Kentucky, Tennessee, időnként még Nyugat-Virginia, Georgia, Mississippi és Alabama államok egyes részei) az újjászervezést, az újjáépítést és a törvények betartását felügyelte, s harcolt az erőszakos cselekmények ellen, a Ku-Klux-Klan ellen, amely ebben az időben, s még sokáig a feketék polgári jogait igyekezett eltiporni.
Andrew Johnson elnök altábornagyi rangot ajánlott fel Thomasnak, hogy legyen Grant utódja, de Thomas nem vállalta, nem akart belefolyni a politikába, a Csendes-óceán partján kért magának egy szolgálati helyet, így került Kaliforniába a San Franciscó-i Presidio-erődbe, élete utolsó éveit itt töltötte. Testvérei a polgárháború után sem vették fel vele a kapcsolatot tekintettel arra, hogy nem a déliek oldalán harcolt. Egyik nővére anyagi segítségre szorult, de George Henry Thomas testvérétől nem fogadott el semmit. Agyvérzés következtében halt meg 1870-ben. Az Oakwood temetőben (Troy, New York) helyezték örök nyugalomra, temetésén vér szerinti rokonai nem jelentek meg, de ott voltak az ő jeles harcos társai, köztük Ulysses S. Grant, William Tecumseh Sherman.

## Magánélete
Házas ember volt, felesége Frances Lucretia Kellogg (1821–1889), George Thomas egyik volt kadéttársának unokatestvére, 1852 november 17-én esküdtek.

## Emlékezete

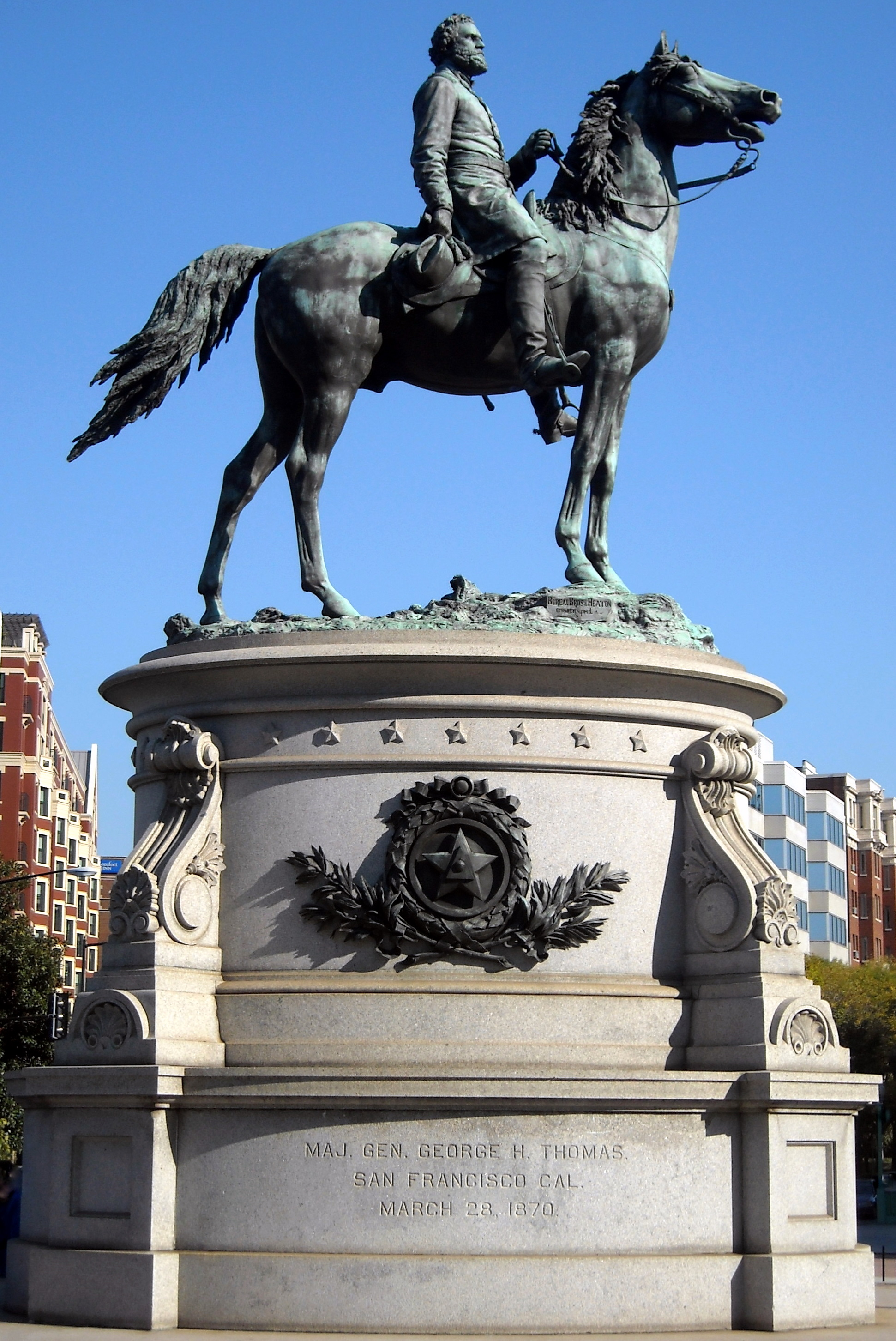
George H. Thomas bronz lovasszobra Washingtonban, felállították 1879-ben, ma a Nemzeti Örökség része

Jeles harcosok (Grant, Sherman) és történészek, írók (Bruce Catton, Carl Sandburg) írtak és írnak (John Keegan) kiváló szakmai felkészültségéről, módszeres előkészületeiről és bátor csapásairól a háborúkban. Parancsnokai közül kivált Sherman értékelte emlékirataiban is Thomas kvalitásait, amelyek az amerikai polgárháború számos nyugati kampányában megmutatkoztak. Győztes csatáiról kevesebbet lehet olvasni a korabeli sajtóban, mert a kortárs sajtó munkatársai elsősorban a keleti vonal harci cselekményeire fókuszáltak.
Két győztes csatát vezetett, az egyiket még a polgárháború elején (Mill Springs), másikat (Nashville) a polgárháború végén. S meghatározó volt hozzájárulása logisztikailag, szervezettségben és bátorságban több más csatában (Stones River, Chickamauga, Chattanooga, és Peachtree Creek). Az amerikai nemzet ezt nem felejtette el, szobrokat emeltek emlékezetére, kincstárjegyeken, papírpénzeken szerepeltették fényképét, helységeket, intézményeket neveztek el róla.

## Fordítás
- Ez a szócikk részben vagy egészben  a   George Henry Thomas című angol Wikipédia-szócikk fordításán alapul.  Az eredeti cikk szerkesztőit annak laptörténete sorolja fel. Ez a jelzés csupán a megfogalmazás eredetét és a szerzői jogokat jelzi, nem szolgál a cikkben szereplő információk forrásmegjelöléseként.